# Moderat
Moderat este un proiect de muzică electronică ce își are originea în Berlin, Germania. A început ca o colaborare între Sascha Ring, aka Apparat și Bronsert Gernot, Szary Sebastian, aka Modeselektor. Primul lor album a fost lansat la șapte ani după primul lor EP, din cauza unor dezacorduri creative și opinii diferite asupra modului în care acesta ar trebui să funcționeze.
Noul album a primit recenzii favorabile în mare parte. Revista NOW  a dat albumului 4 din 5 puncte descriindu-l ca "destul de creativ si surprinzâtor de captivant", Urb  Arhivat în 7 septembrie 2010, la Wayback Machine. 5 stele din 5, lăudându-l pentru a fi "extrem de frumos și captivant".
Pe parcursul verii și în toamna anului 2010, ei au avut un turneu prin Europa, în mare parte participând la festivaluri.
În 2009, cititorii popularei reviste on-line de muzică electronică, Resident Advisor, au votat Moderat The #1 Live Act Of The Year. Iar în 2010, liderii aceluiași site i-au votat The #7 Live Act Arhivat în 2 iulie 2013, la Wayback Machine..

## Discografie
- Auf Kosten der Gesundheit (BPitch Control, 2002)
- Moderat (BPitch Control, 2009)
- Rusty Nails (EP) (BPitch Control, 2009)
- Seamonkey (EP) (BPitch Control, 2009)